# A-ДНК

Структура A-ДНК

A-ДНК або A-форма ДНК — одна з багатьох можливих подвійних спіральних конформацій ДНК. Це подвійна правостороння спіральнаструктура, досить подібна до більш поширеної і відомої B-форми ДНК, але з коротшою компактнішою структурою. Вважається, що A-ДНК є однією з трьох біологічно активних подвійно-спіральних структур разом з B- і Z-ДНК. В лабораторних умовах ця конформація виникає при 75%-ній вологості і у присутності іонів калію, натрію або цезію, число пар основ на виток — 11, кут обертання між сусідніми парами основ — 32,7º, діаметр спіралі — 23 Å, всі основи мають антиконформацію.
Відмінності з B-формою залежать від конформації дезоксирибози. Скорочується відстань між фосфатними залишками, кожна пара азотистих основ суттєво нахиляється до осі спіралі, що призводить до скорочення відстані між сусідніми парами основ — до 2,56 Å.
«Великий та малий жолобки» є такими лише для B-форми, у випадку A-конфігурації вони міняються місцями.